# 奥野正次郎
奥野 正次郎（おくの しょうじろう）は、アートディレクター、クリエイティブ・ディレクター、ブランディングデザイナー。

## 人物
ニューヨーク留学、FISH DESIGN、TSTJ Inc.を経て、2014年にPOROROCAを設立。
主に企業や教育機関に向けてブランディングデザインを行う。
制作内容は、CIやVI、広告デザイン、映像制作、書体デザインを中心としたブランディングのほか、企業のクリエイティブ顧問として、ブランドコンセプトの立案から、ネーミング、マーケティングまでをワンストップで手がける。その他、空間や展示企画のアートディレクション、アートプロジェクトでタイポグラフィ表現の活動を行う。
東京タイプディレクターズクラブ会員。
常葉大学造形学部講師。

## 活動

### 受賞
- 2017年 - 『Hong Kong International Poster Triennial 2017 Competition』ブロンズ賞[1]
- 2019年 - 『HKDA Global Design 2018』シルバー賞[1]
- 2019年 - 『Hiiibrand Awards 2018』ノミネート[2]
- 2019年 - 『Hiii Typography 2018』メリット賞、ノミネート2点[3]

### 掲載
- 『MdNデザイナーズファイル2018』（ISBN 4844367366）で紹介される[4]
- 『デザイン・メイキング167 デザイナーのラフスケッチ実例集 Vol.2』（ISBN 4844368516）で紹介される[5]
- 『ロゴデザインの教科書』（ISBN 4797394463）に寄稿[6]